# Campeonato Carioca Série B2 2021
In 2021 werd het 10de Campeonato Carioca Série B2 gespeeld, het vierde hoogste niveau voor voetbalclubs uit de Braziliaanse staat Rio de Janeiro. Vanwege de coronacrisis in Brazilië werd er in 2020 geen competitie gespeeld. In 2019 heette de competitie nog Série C. Echter door de invoering van de Série A2 als tweede klasse werd de Série B2, toen nog derde klasse, nu de vierde klasse en de Série C de vijfde klasse.
De competitie werd georganiseerd door de FERJ en werd gespeeld van 25 september tot 5 december. Paduano werd kampioen. De Série C werd voorafgaand aan deze competitie gespeeld en Paduano en Búzios, die promotie afgedwongen hadden mochten ook nu in de Série B2 van ditzelfde seizoen aantreden waardoor Paduano uiteindelijk twee promoties in één seizoen kon verzilveren.

## Format
Twaalf teams speelden elk één keer tegen elkaar. De top vier speelde de eindronde ter promotie. Beide finalisten promoveerden. De laatste twee in de stand degradeerden. 

## Eerste fase
| Plaats | Club              | Wed. | W | G | V  | Saldo | Ptn. |
| ------ | ----------------- | ---- | - | - | -- | ----- | ---- |
| 1.     | Paduano           | 11   | 7 | 4 | 0  | 22:4  | 25   |
| 2.     | Barra da Tijuca   | 11   | 6 | 4 | 1  | 12:4  | 22   |
| 3.     | Araruama          | 11   | 5 | 6 | 0  | 18:7  | 21   |
| 4.     | Ceres             | 11   | 6 | 2 | 3  | 25:11 | 20   |
| 5.     | Tigres do Brasil  | 11   | 5 | 5 | 1  | 11:5  | 20   |
| 6.     | Búzios            | 11   | 4 | 5 | 2  | 19:11 | 17   |
| 7.     | Bonsucesso        | 11   | 4 | 3 | 4  | 16:13 | 15   |
| 8.     | Campos            | 11   | 3 | 5 | 3  | 11:13 | 14   |
| 9.     | Mageense          | 11   | 3 | 2 | 6  | 16:15 | 11   |
| 10.    | Barra Mansa       | 11   | 2 | 1 | 8  | 8:27  | 10   |
| 11.    | Casimiro de Abreu | 11   | 1 | 0 | 10 | 4:27  | 3    |
| 12.    | Queimados         | 11   | 0 | 1 | 10 | 3:34  | 1    |

|  | Geplaatst voor tweede fase   |
|  | Degradatie naar Série C 2022 |

## Tweede fase
Bij gelijkspel gaat de club met het beste resultaat uit de eerste fase door. 
|  | halve finale    | halve finale | halve finale | halve finale |  |          | finale | finale | finale | finale |
|  |                 |              |              |              |  |          |        |        |        |        |
|  |                 |              |              |              |  |          |        |        |        |        |
|  | Paduano         | 0            | 0            | 0            |  |          |        |        |        |        |
|  | Ceres           | 0            | 0            | 0            |  |          |        |        |        |        |
|  |                 |              |              |              |  | Paduano  | 3      | 2      | 5      |        |
|  |                 |              |              |              |  | Araruama | 1      | 1      | 2      |        |
|  | Barra da Tijuca | 0            | 1            | 1            |  |          |        |        |        |        |
|  | Araruama        | 2            | 3            | 5            |  |          |        |        |        |        |

### Kampioen
| Campeonato Carioca Série B2 de 2021 |
| Rio de Janeiro                      |
| ----------------------------------- |
| PADUANO Kampioen (1° titel)         |